# Подпесочное
Подпесочное — ландшафтный заказник местного значения (название происходит от названия одноимённого озера). Находится в 2-х км юго-западнее окраины посёлка Дробышево Краматорского района Донецкой области.
Статус заказника присвоен решениями облисполкома № 9 от 27 июня 1984 года и № 310 от 21 июня 1972 года. Площадь — 197 га. Подпесочное входит в состав Национального природного парка «Святые горы». С заказником работает Дробышевское лесничество.
На территории заказника находится озеро Подпесочное, которое пересекает с севера на юг урочище Подпесочное. Длина озера составляет два с половиной километра, ширина достигает 100 метров, глубина доходит до 3-4 метров. Расстояние от озера до посёлка Дробышево составляет семь километров.
Вокруг озера Подпесочное находятся сосновые и дубовые высокобонитетные насаждения. Сосны возрастом до 60-80 лет растут в надпойменных террасах озера и десятков болот. Дубравы — естественного происхождения, многоярусные, растут в низинах. Кроме дуба в дубравах встречается ясень, клён, осина, груша лесная, яблоня лесная.
Животный мир в заказнике представляют лоси, пятнистые олени, кабаны, косули.